# ROKS Gimcheon
Le ROKS Gimcheon (PCC-761) est une corvette de classe Pohang de la marine de la république de Corée. Il a plus tard été transféré à la marine populaire vietnamienne en tant que HQ-18.

## Historique
La classe Pohang est une série de corvettes construites par différentes entreprises de construction navale sud-coréennes. La classe se compose de 24 navires et certains, après leur déclassement, ont été vendus ou donnés à d'autres pays. Il existe cinq types différents dans la classe, du lot II au lot VI.
Le ROKS Gimcheon est le premier navire du lot III. Il a été construit par Hanjin Heavy Industries à Busan et lancé le 29 novembre 1985. Le navire a été mis en service le 1er septembre 1986 et désarmé le 31 décembre 2015. Il a été transféré à la marine populaire vietnamienne. Il y est arrivé le 7 juin 2017 avec un nouveau nom, HQ-18. Après son transfert au Vietnam, l’armement a été modifié. Le navire n’est plus équipé que de trois des quatre canons d’origine, avec le retrait d’une des deux tourelles OTO Melara de 76 mm à l’arrière, et le remplacement du canon Nobong de 40 mm à double tube situé devant la superstructure par un Sea Vulcan de 20 mm à six tubes, destiné à la lutte contre les missiles antinavires de basse altitude et les missiles de croisière. Les tubes lance-torpilles légères Mk 32 de 324 mm ont aussi été retirés. Le navire a été modifié en tant que plates-forme de lancement pour le missile antinavire Kh-35 Uran (code OTAN : SS-N-25 Switchblade) de fabrication russe, lui donnant la capacité d’attaquer et de détruire des navires d’un déplacement allant jusqu’à 5 000 tonnes. Mais les rapports indiquent que les missiles ont été retirés quelque temps plus tard et que le navire a repris du service en tant que patrouilleur.
Le 10 septembre 2019, le HQ-18, le BRP Ramon Alcaraz et le KDB Darulaman ont participé à AUM X 2019. Le Darulaman a navigué depuis Brunei pour rejoindre le HQ-18 au large de l’île Hon Khoai.

## Galerie

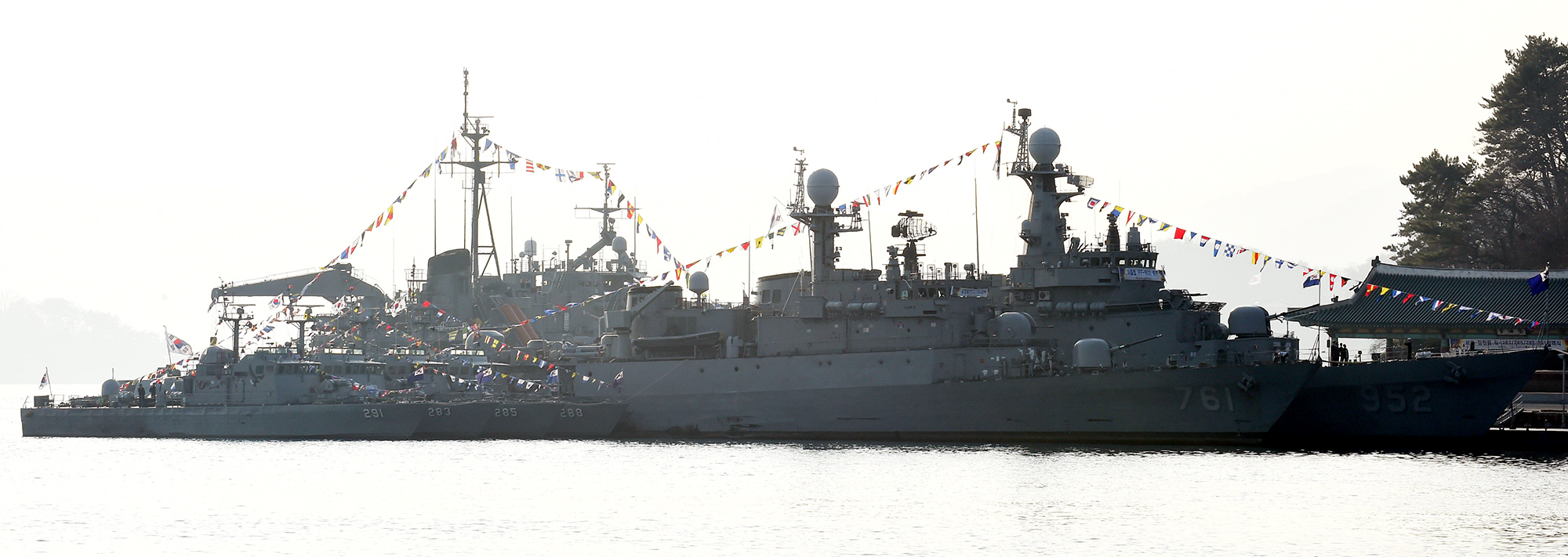
Le ROKS Gimcheon et le ROKS Seoul le 31 décembre 2015.
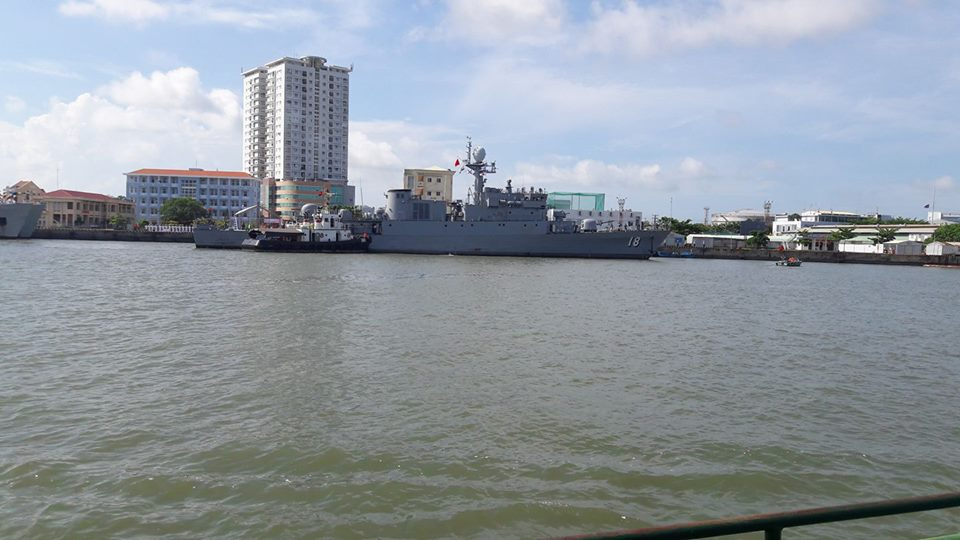
Le HQ-18 le 2 juin 2017.